# Low Smoke Zero Halogen

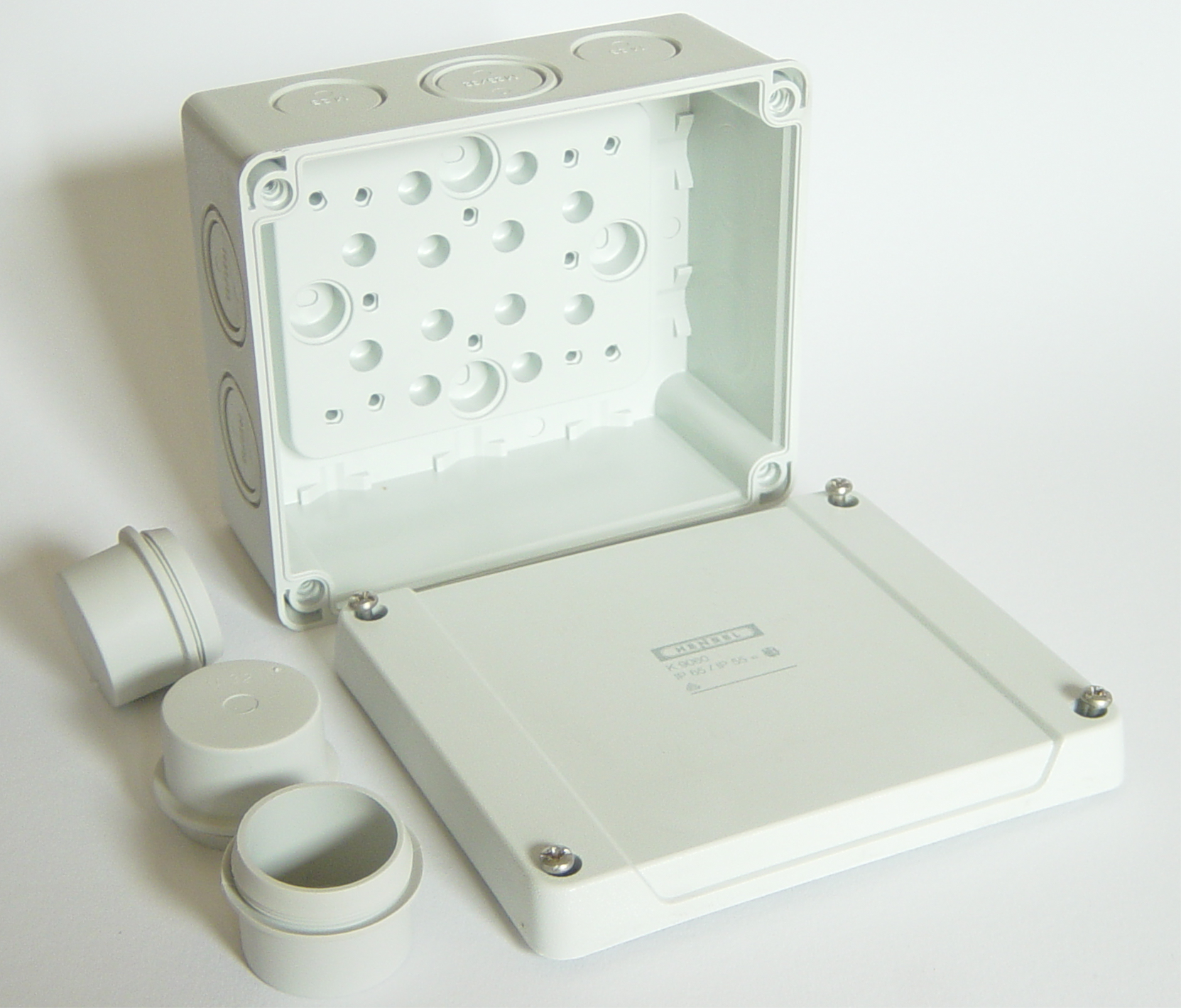
Boîte thermoplastique à joint sans halogène

 (juin 2024).
Si vous disposez d'ouvrages ou d'articles de référence ou si vous connaissez des sites web de qualité traitant du thème abordé ici, merci de compléter l'article en donnant les références utiles à sa vérifiabilité et en les liant à la section « Notes et références ».
Low Smoke Zero Halogen (LSZH ou LSOH ou LS0H ou LSFH ou encore OHLS) est une classification concernant l'inflammabilité et la toxicité de matériaux utilisés notamment dans l'industrie du câble. Le gainage des câbles LSZH est à base de composants thermoplastiques ou thermodurcissables qui produisent une fumée limitée et sans halogène lorsqu'ils sont exposés à des sources élevées de chaleur, ce type de matériaux ayant été inventé en 1979.

## Caractéristiques
La plupart des câbles réseau sont isolés avec du polyéthylène, du PVC ou du polyuréthane. Lors d'un incendie, une matière plastique chlorée libère du chlorure d'hydrogène, un gaz toxique qui forme de l'acide chlorhydrique quand il entre en contact avec l'eau. Les câbles sans halogène ne produisent pas de combinaisons dangereuses de gaz ou d'acide ni de fumée toxique lorsqu'ils sont exposés aux flammes.
Un câble de grade LSZH réduit la quantité de gaz toxique et corrosif émis durant la combustion. Ce type de matériau est généralement utilisé dans les endroits mal ventilés tels que des avions, des trains de voyageurs ou des bateaux. La qualité LSZH est devenue populaire et, dans certains cas, une exigence lorsque la protection des personnes et des équipements aux gaz toxiques et corrosifs est critique.
Autres avantages des câbles sans halogène :
- ils sont souvent plus légers, donc le poids total des câbles réseau du système peut être réduit ;
- l'impact environnemental de ces câbles peut être inférieur s'il y a moins de produits chimiques toxiques.

## Normes
La norme généralement utilisée pour spécifier les câbles (cuivre, fibre optique ou autre ; le LSZH concerne le revêtement du câble - exemple silicone est l'IEC 60754-1 : Essai sur les gaz émis lors de la combustion des matériaux prélevés sur câbles – Partie 1 : Détermination de la quantité de gaz acide halogéné.
Autres normes françaises utilisées dans l'industrie ferroviaire :
- NF F 55-622 : Installations fixes ferroviaires - Câbles sans halogènes de signalisation et d'avertisseur d'alarme pour réseaux ferroviaires souterrains ;
- NF F 55-624 : Installations fixes ferroviaires - Câbles sans halogènes de télécommunications à usages locaux pour réseaux ferroviaires souterrains.